# Hrîneava, Verhovîna
Hrîneava (în ucraineană Гринява) este localitatea de reședință a comunei Hrîneava din raionul Verhovîna, regiunea Ivano-Frankivsk, Ucraina.

## Demografie
Componența lingvistică a localității Hrîneava
     Ucraineană (99,34%)
     Alte limbi (0,55%)
Conform recensământului din 2001, majoritatea populației localității Hrîneava era vorbitoare de ucraineană (99,34%), existând în minoritate și vorbitori de alte limbi.